# 平岡良蔵
平岡 良蔵（良藏、ひらおか りょうぞう、1897年（明治30年）1月5日 - 1963年（昭和38年）5月20日）は、日本の実業家、政治家。衆議院議員、埼玉県入間郡飯能町長。

## 経歴
埼玉県入間郡元加治村（現:入間市）で、平岡専吉の二男として生まれる。1928年、兄・仙太郎と共に刺繍レース製造を始める。
その後、埼玉県商工経済会理事、同繊維団体協議会長、日本レース工業組合理事、所沢織物商工協同組合理事、東京繊維商品取引所理事、飯能商工会議所会頭、御嶽登山鉄道取締役、平岡工業所取締役、飯能繊維工業社長、飯能商事社長、埼玉県繊維品価格査定委員会委員長などを務めた。
政界では、埼玉県会議員、同議長、飯能町長を務める。1946年4月、第22回衆議院議員総選挙で埼玉県選挙区から日本自由党所属で出馬して当選。第23回総選挙（埼玉県第二区）でも当選したが、公職追放となり、1947年7月27日に議員を退職し、衆議院議員を連続二期務めた。この間、日本自由党会計監督となる。

## 親族
- 兄 平岡仙太郎 - 実業家・埼玉県会議長[1]